# قبضة (فلم)
الهشاشة هو فيلم أمريكي صدر عام 2001 من إخراج بيل باكستون .

## ملخص
في ليلة ممطرة، يدخل رجل إلى مكتب مكتب التحقيقات الفيدرالي في دالاس، تكساس، ويقدم نفسه باسم فينتون ميكس. يريد التحدث مع العميل دويل حول اعتقاده بأن شقيقه آدم هو القاتل المتسلسل سيئ السمعة الملقب بيد الله.
يوضح فينتون أنه يأتي الآن فقط لأنه في وقت سابق من اليوم طلب منه آدم أن يخبره أنه لا يستطيع إيقاف "الشياطين" لأن عددهم كبير جدًا، فقتل نفسه. وقال فينتون إنه أخذ جثة آدم لدفنها في حديقة روز ثورمان، وفقًا للوعد الذي قطعه الشقيقان قبل عدة سنوات. يبدو أن عميل مكتب التحقيقات الفيدرالي دويل متشكك، ويبدأ فينتون في سرد قصة طفولتهما مع والدهما الأرمل.
عندما كان فينتون وآدم صبيين صغيرين، أخبرهما والدهما أنه كُلِّف من قِبَل الله بتدمير الشياطين الذين كان من المقرر أن يُقدِّم لهم ملاك أسماءهم. وقد أعطي له أيضًا أدوات خاصة: زوج من القفازات لحماية يديه، وأنبوب معدني لضربهما وإفقادهما الوعي، وفأس اسمه أوتيس لتدميرهما. عند سماع هذا الخبر، أصيب فينتون بحالة من الجمود العقلي، رافضًا تصديق أن والدهم سوف يقتل الناس حقًا، لكن آدم يعتقد أن والدهم سوف يقوم بعمل الله.
إستمر الوالد بإعدام المسيئين بمساعدة أولاده، لكن فنتون كان غير راضي على هذا العمل، إلى أن إستطاع يوماً أن يقتل أباه لإيقاف الجرائم.
العميل دويل مقتنع بأن قصة فينتون مقنعة، ويقود فينتون إلى الحديقة، حيث من المرجح أن آدم دفن ضحاياه. وبمجرد وصوله إلى هناك، يكشف  لشرطي أنه آدم. ومع ذلك، فإن يد الله الحقيقية هي فينتون، الذي احتفظ بجثث ضحاياه كجوائز في قبو منزله. استخدم فينتون لقب "يد الله" لإغراء آدم، مع علمه أن أخاه سيضطر إلى قتله يومًا ما من أجل إتمام المهمة التي لم يتمكن والدهما من القيام بها. تم دفن فينتون في حديقة الورود، جنبًا إلى جنب مع العديد من الشياطين التي "دمرها" آدم على مر السنين.
ويوضح آدم أيضًا أنه اجتذب العميل دويل لأنه كان على قائمة الله. عندما يلمس آدم دويل يده، يتم الكشف عن رؤية دويل وهو يقتل والدته بدم بارد. يتمكن آدم من تدمير العميل دويل ويدفنه في حديقة الورود.
في اليوم التالي لاختفاء العميل دويل، يبحث عملاء مكتب التحقيقات الفيدرالي بشكل محموم عن "فينتون ميكس" الذي يُزعم أنه غادر المبنى برفقته في اليوم السابق. العميل هال، الذي التقى آدم متنكراً في هيئة فينتون في الليلة السابقة، لا يستطيع أن يتذكر وجه الرجل. تظهر جميع مقاطع الفيديو الأمنية وجه آدم بشكل غير واضح. في النهاية، يقوم مكتب التحقيقات الفيدرالي بمداهمة منزل فينتون ميكس ويعثر على أدلة الجرائم، بالإضافة إلى شارة عميل مكتب التحقيقات الفيدرالي دويل.
يقوم العميل هال بزيارة مكتب الشريف المحلي، ويتبين أن الشريف هو آدم ميكس. لا يتعرف عليه العميل هال، ويوضح أن زيارته كانت لإبلاغه بوفاة شقيقه وجرائم القتل المتسلسلة التي ارتكبها. يتصافحان، ويمسك آدم يديهما لبضع لحظات، قبل أن  يصل للضابط "أنت رجل طيب."

## الورقة الفنية
- عنوان : سيطرة
- لقب كيبيك : ضعيف
- العنوان الأصلي : الضعف
- تحقيق : بيل باكستون
- سيناريو : برنت هانلي
- موسيقى : برايان تايلر
- التصوير الفوتوغرافي : بيل بتلر
- حَشد : أرنولد جلاسمان
- ديكورات : نيلسون كوتس  [لغات أخرى]‏
- الأزياء : عبارة أبريل
- إنتاج : ديفيد بلوكير  [لغات أخرى]‏ ، توم هاكابي  [لغات أخرى]‏ ، إيبرهارد كايسر ، ديفيد كيرشنر ، كارين لوب ، ماريو أوهوفن ، مايكل أوهوفن  [لغات أخرى]‏ ، توم أورتنبرغ  [لغات أخرى]‏ ، مايكل باسورنك وكوري سيينيجا
- شركات الإنتاج : Cinerenta Medienbeteiligungs KG وDavid Kirschner Productions
- شركة توزيع : ليونزجيت (الولايات المتحدة)، سي تي في إنترناشيونال (فرنسا)
- ميزانية : 11 مليون دولار (8.34 مليون يورو)
- بلد المنشأ : الولايات المتحدة، ألمانيا، إيطاليا
- اللغة الأصلية : إنجليزي
- شكل : الألوان - 1.85:1 - DTS و Dolby Digital و SDDS - 35 مم
- جنس : إثارة
- مدة : 100 دقيقة
- تواريخ الإصدار :
  -  الولايات المتحدة :17 (مهرجان دالاس )
  -  الولايات المتحدة :12
  -  فرنسا :15
  -  بلجيكا :14
- فيلم محظور على الأطفال دون سن 16 عامًا عند عرضه في فرنسا

## توزيع
- بيل باكستون (VF : جيرارد دارير ؛ في كيو :بينوا إيثير) : أبي ميكس
- ماثيو ماكونهي (VF : جان فيليب بويمارتين ؛ في كيو : دانيال بيكارد ) :آدم ميكس
- ليفي كريس : فينتون ميكس
- باورز بوث (VF : فيودور أتكين ؛ في كيو : جاي نادون ) :عميل مكتب التحقيقات الفيدرالي ويسلي دويل
- مات أوليري (VF : إليوت ويل ؛ في كيو : إميل ميلهيوت ) :طفل فينتون
- جيريمي سومبتر (VF : جولز سيتروك ؛ في كيو : أديل تروتيه-ريفارد ) :آدم عندما كان طفلاً
- لوك أسكيو :الشريف سمولز
- المستشفى العام (مسلسل) : العميل جريفين هول
- ميسي كريدر : بيكي ميكس
- آلان ديفيدسون (VF : باسكال رينويك ) :براد وايت
- سينثيا إيتينجر :سينثيا هاربريدج
- فينسنت تشيس : إدوارد مارش
- جوين ماكجي : المشغل
- إدموند سكوت راتليف : الملاك
- ريبيكا تيلني :المعلم

## حول الفيلم
- تم التصوير في الفترة من 9 octobre إلى 11 décembre 2000 في لوس أنجلوس ، وأورانج ، وسان مارينو ، وواسكو ، وويست كوفينا ، كاليفورنيا .

## التميزات

### الجوائز
- جائزة أفضل فلم في جوائز نقابة الرعب الدولية في عام 2003.
- جائزة برام ستوكر لأفضل سيناريو في عام 2003.
- المجلس الوطني للمراجعة، الولايات المتحدة الأمريكية، 2002 (تقدير خاص)
- تم ترشيح جيريمي سامبتر لجائزة أفضل فلم رعب، وأفضل مخرج، وأفضل سيناريو، وأفضل ممثل شاب من قبل أكاديمية الخيال العلمي والفانتازيا وأفلام الرعب في عام 2003.
- تم ترشيحه كأفضل مخرج واعد من قبل جمعية نقاد السينما في شيكاغو في عام 2003.
- ترشيح لجائزة الفنان الشاب لأفضل ممثل للممثل مات أوريلي في عام 2003.

1. ↑  وصلة مرجع: http://www.kinokalender.com/film3792_daemonisch.html. الوصول: 30 ديسمبر 2017.
2. ↑  وصلة مرجع: http://www.imdb.com/title/tt0264616/. الوصول: 7 مايو 2016.
3. 1 2 3 4  وصلة مرجع: http://stopklatka.pl/film/reka-boga. الوصول: 7 مايو 2016.
4. 1 2  وصلة مرجع: http://www.metacritic.com/movie/frailty. الوصول: 7 مايو 2016.
5. 1 2 3 4 5 6  وصلة مرجع: http://www.imdb.com/title/tt0264616/fullcredits. الوصول: 7 مايو 2016.